# Memoriał Zbigniewa Raniszewskiego 1967

## Memoriał Zbigniewa Raniszewskiego 1967
XI Memoriał Zbigniewa Raniszewskiego odbył się 17.10.1967 w Bydgoszczy. Zwyciężył Henryk Glücklich.

## Wyniki
- 17 października 1967, na stadionie w Bydgoszczy

| Msc. | Zawodnik            | Klub              | Pkt |             |  |
| ---- | ------------------- | ----------------- | --- | ----------- |  |
| 1    | Henryk Glücklich    | Polonia Bydgoszcz | 14  | (2,3,3,3,3) |  |
| 2    | Marian Rose         | Stal Apator Toruń | 13  | (3,3,2,3,3) |  |
| 3    | Bernt Persson       | Szwecja           | 13  | (2,3,3,3,2) |  |
| 4    | Andrzej Pogorzelski | Stal Gorzów       | 12  | (d,3,3,3,3) |  |
| 5    | Bengt Jansson       | Szwecja           | 9   | (3,2,2,2,0) |  |
| 6    | Bogdan Szuluk       | Stal Apator Toruń | 8   | (3,1,1,2,1) |  |
| 7    | Stanisław Kasa      | Polonia Bydgoszcz | 8   | (u,2,2,2,2) |  |
| 8    | Hans Holmqvist      | Szwecja           | 8   | (2,2,3,0,0) |  |
| 9    | Rajmund Świtała     | Polonia Bydgoszcz | 7   | (d,3,0,2,2) |  |
| 10   | Conny Samuelsson    | Szwecja           | 5   | (1,0,2,1,1) |  |
| 11   | Ove Fundin          | Szwecja           | 4   | (2,1,1)     |  |
| 12   | Christer Löfqvist   | Szwecja           | 4   | (d,-,-,1,3) |  |
| 13   | Bengt Larsson       | Szwecja           | 4   | (2,1,1,d,d) |  |
| 14   | Zbigniew Jąder      | Unia Leszno       | 4   | (1,0,0,1,2) |  |
| 15   | Benedykt Kosek      | Polonia Bydgoszcz | 3   | (1,1,0,0,1) |  |
| 16   | Johansson           | Szwecja           | 2   | (0,0,1,1,0) |  |
| 17   | Bogumił Brzeziński  | Polonia Bydgoszcz | 2   | (0,1,-,-,1) |  |
| 18   | Jerzy Dobrzański    | Polonia Bydgoszcz | 0   | (0,0,-,-,0) |  |